# Nymphée d'Alexandre
Le nymphée d'Alexandre (en latin : Nymphaeum Alexandri) est une grande fontaine construite à Rome, sur l'Esquilin, au début du IIIe siècle.

## Localisation
Le nymphée est situé près de la jonction de la via Tiburtina vetus et de la via Labicana. Les vestiges sont aujourd'hui visibles dans le parc central de la Piazza Vittorio Emanuele.

## Fonction
Cette fontaine monumentale sert de réservoir final pour les eaux acheminées à Rome par l'aqueduc de l'Aqua Julia. Le nymphée possède toutes les caractéristiques d'un monument triomphal.

## Histoire
La construction de la fontaine monumentale pourrait dater de 226 apr. J.-C., durant le règne de l'empereur Sévère Alexandre.

## Description

### Architecture
L'aspect original du nymphée est connu grâce à sa représentation sur un médaillon daté de 226 ainsi que sur plusieurs pièces de monnaie frappées la même année. L'édifice décoré de corniches et de colonnes d'ordre corinthien se compose de deux étages en béton recouvert de briques. L'étage inférieur suit un plan rectangulaire, richement décoré. L'eau s'écoule depuis une variété de niches placées entre les deux étages, formant un podium pour l'étage supérieur. Elle alimente un grand bassin semi-circulaire placé au niveau de l'étage inférieur. L'étage supérieur se compose d'une grande exèdre encadrée par deux arches ouvertes. Cet étage est surmonté d'un attique orné d'un quadrige encadré de Victoires tenant des trophées.

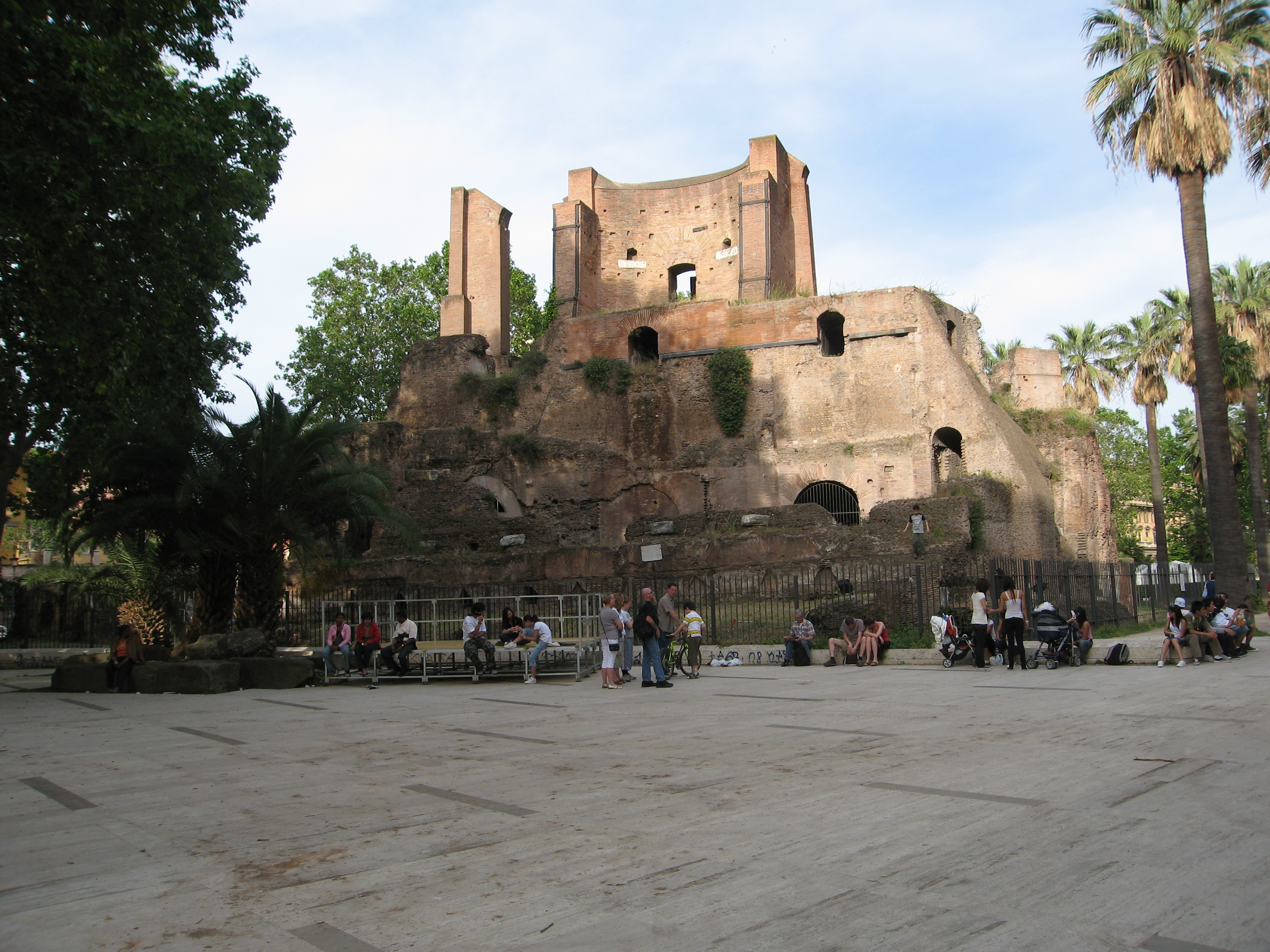
Le nymphée dans le parc moderne.
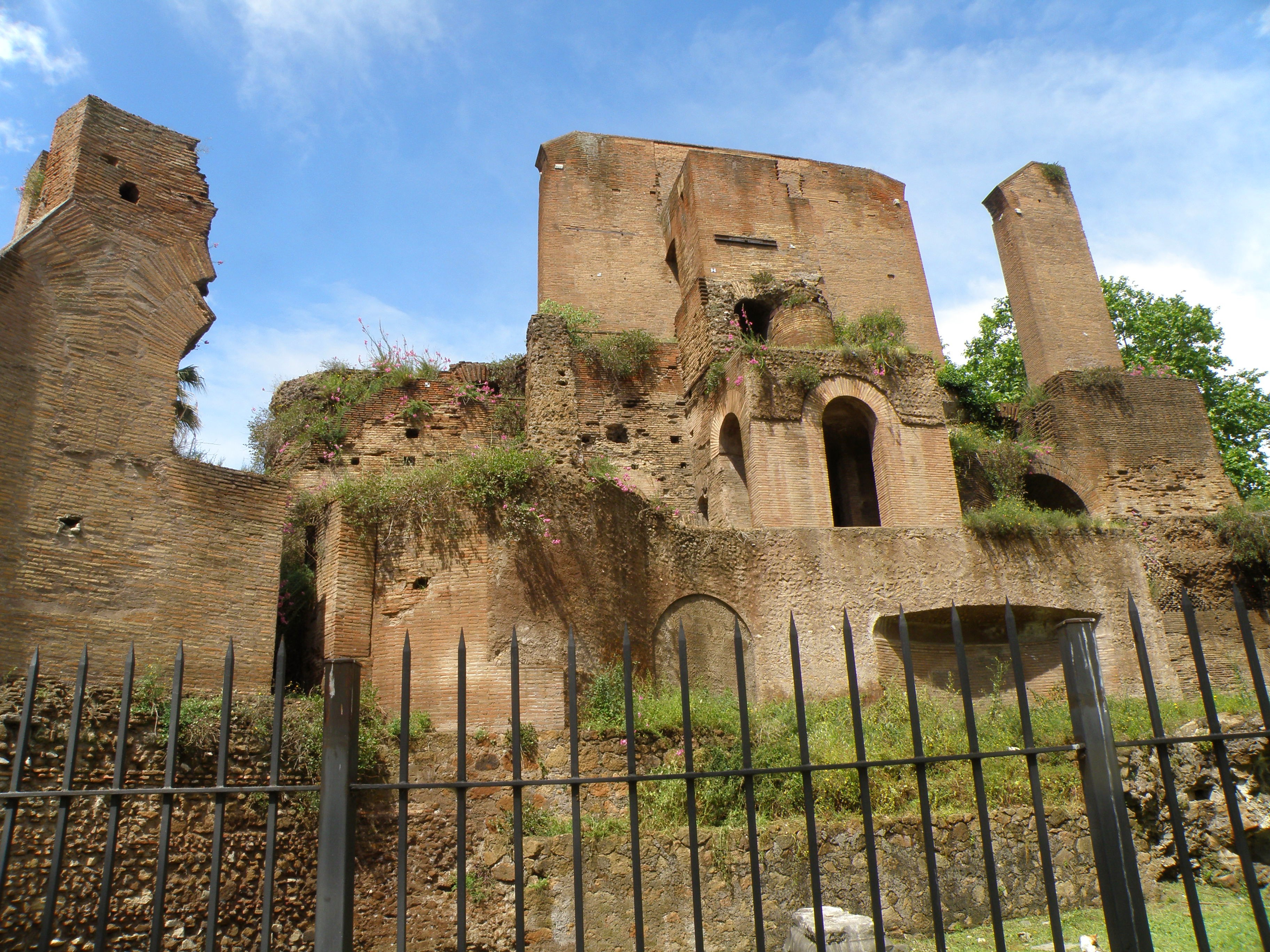
Façade arrière du monument.

### LesTrofei di Mario
Les niches latérales ont abrité des trophées en marbre (trophaea), retirés en 1590 sur ordre de Sixte V pour être installés sur une balustrade de la Piazza del Campidoglio. Les statues des trophées sont antérieures à la construction du nymphée et datent probablement du règne de Domitien, peut-être réalisées à l'occasion du double triomphe que l'empereur célèbre pour ses victoires sur les Chattes et les Daces en 89 apr. J.-C.. Elles n'ont été placées sur le nymphée qu'au troisième siècle.

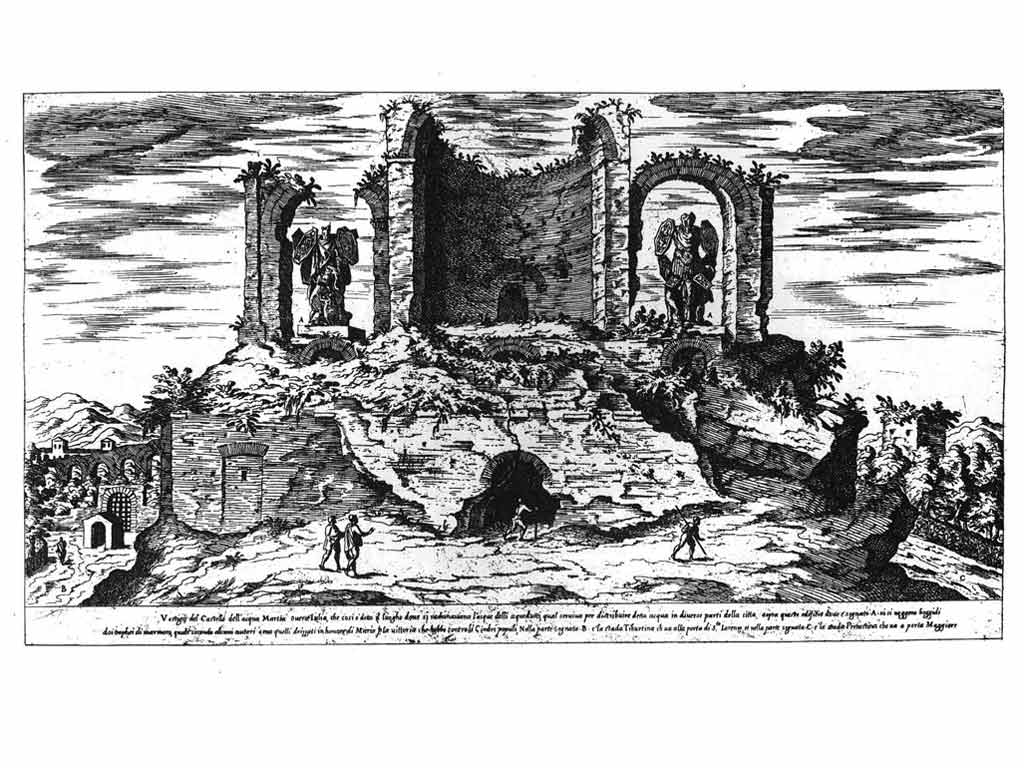
Le nymphée sur une gravure d'Étienne Dupérac, avant que les trophées de marbre ne soient retirés.
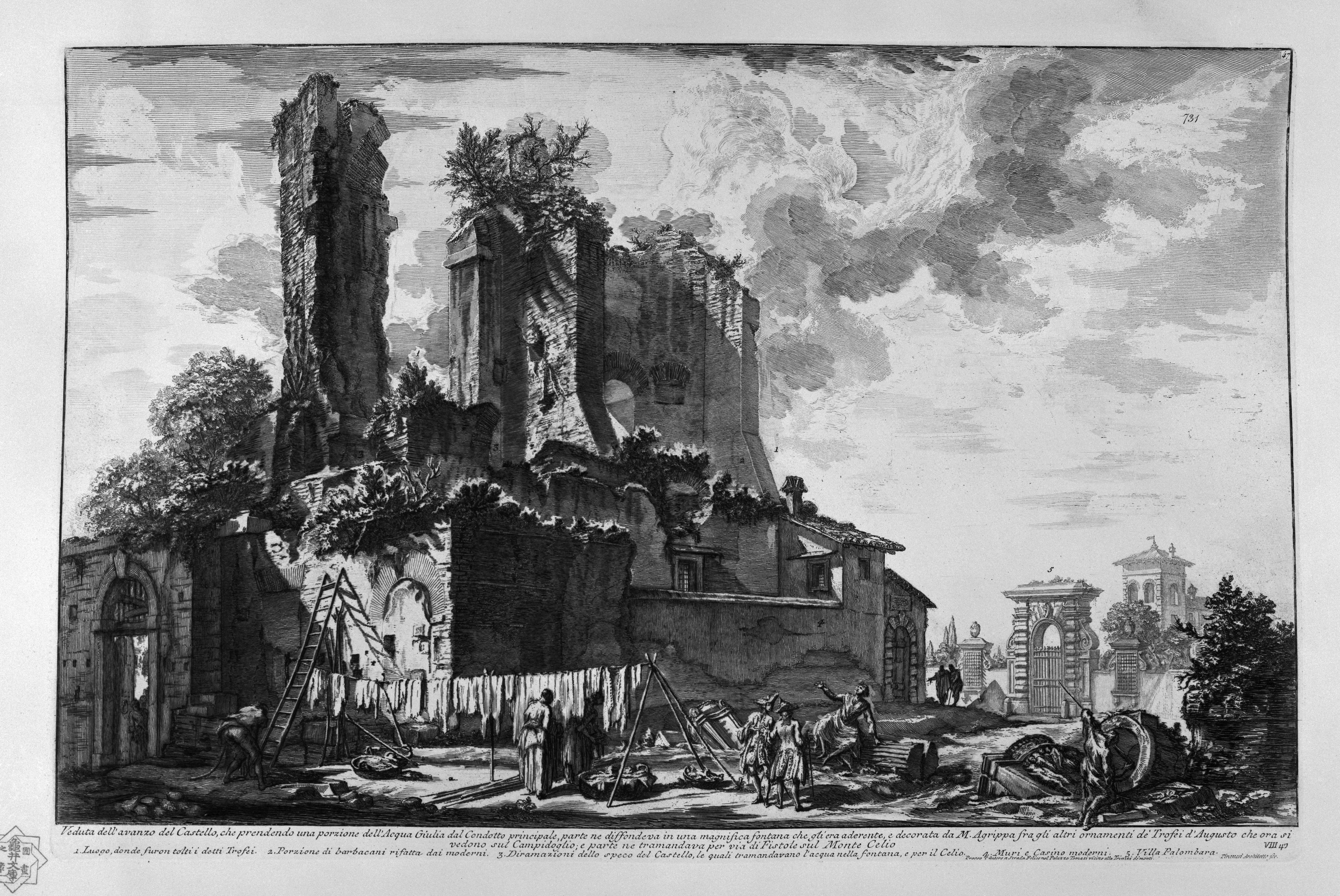
Gravure du Piranèse montrant l'état du nymphée vers 1750.

Durant le Moyen Âge, la construction du nymphée est attribuée à Caius Marius qui aurait ainsi célébré son triomphe sur les Cimbres. Le monument est baptisé de Cimbrum sur des documents du XIIe siècle, voire comme templum Marii ou comme Marii Cimbrum. Selon ses sources médiévales, Marius aurait financé la construction avec le butin rassemblé après la bataille de Verceil. Cette hypothèse conduit à identifier par erreur les trophées de marbre qui ornaient les niches latérales du nymphée aux « Trophées de Marius » érigés par Marius sur le Capitole pour commémorer ses victoires sur Jugurtha, sur les Cimbres et sur les Teutons. Aujourd'hui encore, les vestiges du nymphée sont connus sous le nom de Trofei di Mario,.

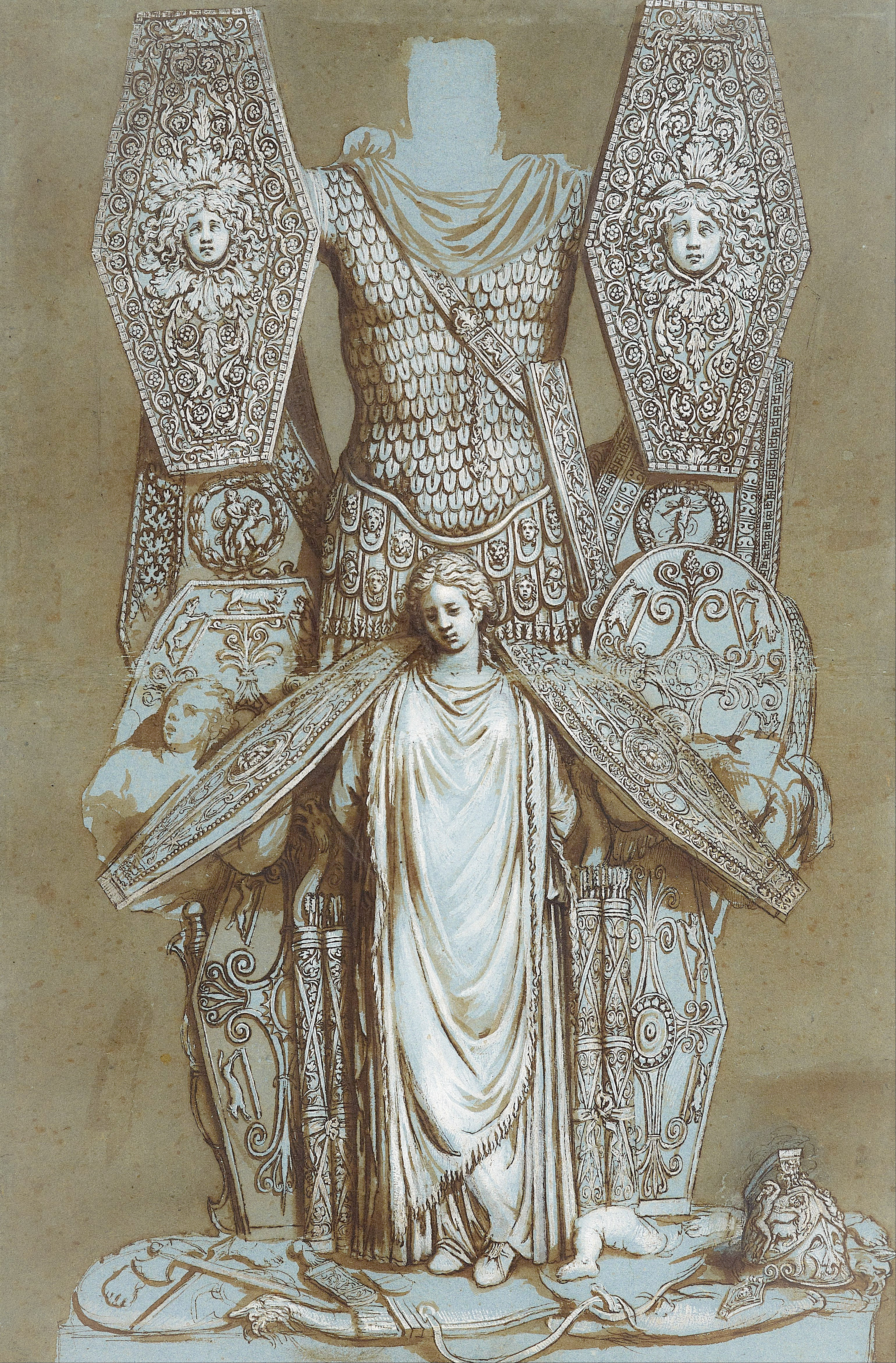
Un des Trofei di Mario sur une gravure du XVIIe siècle.
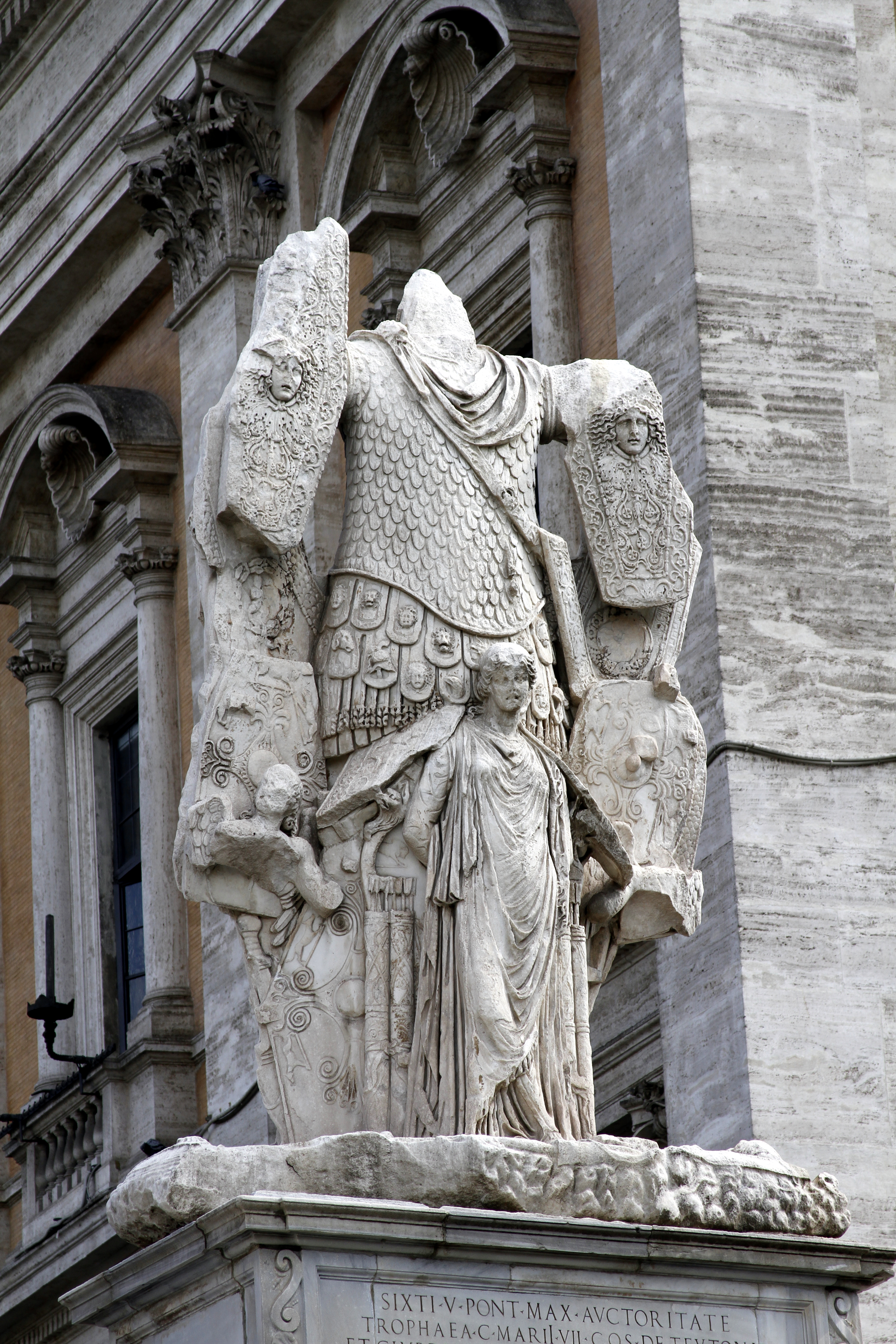
Ce même trophée sur la balustrade du Capitole.
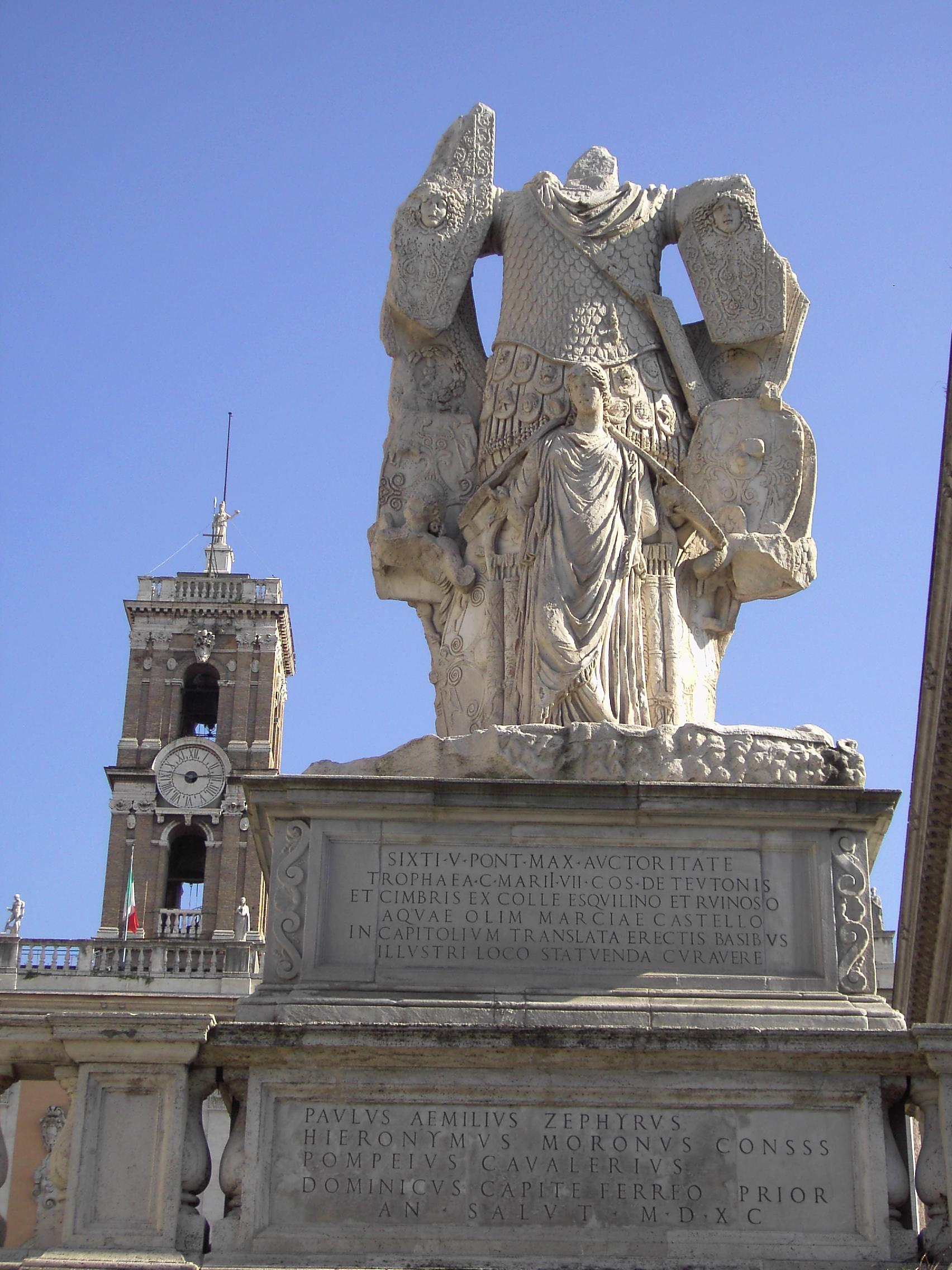
Le même trophée vu sous un angle différent.